# Reprezentacja Guamu w piłce nożnej mężczyzn
Reprezentacja Guamu – męska drużyna piłkarska reprezentująca Guam w rozgrywkach międzynarodowych. W ostatnim (wrzesień 2018) rankingu FIFA została sklasyfikowana na 193. miejscu.
Pierwszy mecz drużyna rozegrała w sierpniu 1975 roku. W latach 1979–1990 reprezentanci tego niewielkiego terytorium zamorskiego zależnego od Stanów Zjednoczonych ani razu nie wybiegali na boisko.
W historii największym zwycięstwem reprezentacji Guamu było pokonanie 15:2 reprezentacji Palau w 1998 r.
W kraju, który posiada jedynie 160 tysięcy mieszkańców, nie ma profesjonalnej ligi. W drużynie narodowej często grają nastolatkowie.
Obecnie trenerem jest australijczyk Karl Dodd.
W 2015 roku podczas kwalifikacji do Mundialu wygrali 2:1 z Reprezentacją Indii oraz 1:0 z Reprezentacją Turkmenistanu.

## Udział wMistrzostwach Świata
- 1930 – 1974 – Nie brał udziału (nie był członkiem FIFA)
- 1978 – 1998 – Nie brał udziału
- 2002 – Nie zakwalifikował się
- 2006 – 2014 – Nie brał udziału
- 2018 – 2026 – Nie zakwalifikował się

## Udział wPucharze Azji
- 1956 – 1972 – Nie brał udziału (nie był członkiem AFC)
- 1976 – 1992 – Nie brał udziału
- 1996 – 2004 – Nie zakwalifikował się
- 2007 – 2011 – Nie brał udziału
- 2015 – 2027 - Nie zakwalifikował się